# ۵-متیل‌اوریدین
۵-متیل‌اوریدین (به انگلیسی: 5-Methyluridine) با فرمول شیمیایی C۱۰H۱۴N۲O۶ یک ترکیب شیمیایی با شناسه پاب‌کم ۴۴۵۴۰۸ است. که جرم مولی آن ۲۵۸٫۲۳ g/mol می‌باشد. 